# Station Mittewald an der Drau
Station Mittewald an der Drau is een spoorwegstation aan de Drautalspoorlijn bij het dorp Mittewald op de grens tussen de gemeenten Anras en Assling (Oostenrijk-Oost-Tirol).